# Thornbury and Yate (circonscription britannique)
Circonscription parlementaire de la Chambre des communes
La circonscription de Thornbury and Yate  est une circonscription situé dans le Gloucestershire et représentée dans la Chambre des communes du Parlement britannique.

## Géographie
La circonscription comprend :
- Les villes de Thornbury, Chipping Sodbury et Yate

## Députés
Les Members of Parliament (MPs) de la circonscription sont :
| Législature                           | Années       | Député | Député     | Parti               |
| ------------------------------------- | ------------ | ------ | ---------- | ------------------- |
| Thornbury and Yate issue de Northavon |              |        |            |                     |
| 55e                                   | 2010–2015    |        | Steve Webb | Libéraux-démocrates |
| 56e                                   | 2015–2017    |        | Luke Hall  | Conservateur        |
| 57e                                   | 2017–2019    |        | Luke Hall  | Conservateur        |
| 58e                                   | 2019–Présent |        | Luke Hall  | Conservateur        |